# Oskar Freysinger
Oskar Freysinger, né le 12 juin 1960 à Sierre (originaire de Guttet-Feschel), est une personnalité politique suisse, membre de l'Union démocratique du centre (UDC).
Il est fondateur de l'UDC Valais en 1999, député du canton du Valais au Conseil national de décembre 2003 à novembre 2015 et conseiller d'État valaisan entre 2013 et 2017.

## Biographie
Oskar ou Oscar Valentin Freysinger, naît le 12 juin 1960 à Sierre, d'un père autrichien et d'une mère valaisanne. Il est originaire d'une autre commune valaisanne, Guttet-Feschel. Il a également la nationalité autrichienne jusqu'à l'âge de 20 ans.
Il effectue sa formation à l'école allemande de Sion, où il obtient sa maturité gymnasiale en 1980. Pendant son passage à l'école normale, il rencontre Arthur Fibicher qui lui donne le goût des lettres[réf. nécessaire]. Il entre en 1980 à l'Université de Fribourg, où il étudie les littératures allemande et française et la philologie allemande. Il décroche une licence puis un diplôme de maître de gymnase en 1985.
Il est enseignant d'allemand au lycée-collège de la Planta de 1987 à 2014. Il préside par ailleurs de 1998 à 2002 le Groupement des professeurs d’allemand du canton du Valais[réf. nécessaire]. 
Il a publié plusieurs ouvrages et gagné le Prix Rilke, ex æquo avec deux autres personnes, grâce à un poème soumis de manière anonyme.
Il a le grade d'appointé à l'armée.
Sa mère est la nièce du pilote des glaciers Hermann Geiger ; sa sœur a été députée à la constituante valaisanne. Son épouse Ghislaine, née Héritier, originaire de Savièse, est la mère de leurs trois enfants Fanny, Yoann et Laura.

## Parcours politique
Il est conseiller communal (exécutif) à Savièse de 1997 à 2001, d'abord pour le Parti démocrate-chrétien puis pour l’UDC Valais, qu'il cofonde et dont il est le président de 1999 à 2002. Il est élu député au Grand Conseil du canton du Valais en 2001. Il y siège jusqu'en octobre 2003.
Il est conseiller national de décembre 2003 à décembre 2015. Il siège à la Commission de la science, de l'éducation et de la culture (CSEC) et, à partir de décembre 2007, à la Commission des affaires juridiques (CAJ).
Il ne se représente pas aux élections fédérales de 2015. Enfin, il est vice-président de l'UDC de 2012 à 2018.

### Au Conseil d'État
En 2013, il est élu au Conseil d'État du canton du Valais, au sein duquel il dirige le Département de la formation et de la sécurité.
Sa gestion du service de l'enseignement est critiquée, notamment pour la nomination de proches (3 sur 600 au cours de son mandat, dont son éditeur Slobodan Despot comme chargé de communication externe), de membres de son parti, dont Kevin Pelluchoud [réf. nécessaire] et Ariane Doyen, comme collaboratrice scientifique, cette dernière ne scolarisant pas ses enfants dans les écoles publiques.
Jean-Marie Cleusix, le chef du service valaisan de l’enseignement nommé par Oskar Freysinger en 2013, démissionne en 2016 à la suite de révélations d'impôts impayés et de nombreuses critiques (dont un « rapport accablant » du Grand Conseil qui a voté à 90 % pour demander sa suspension).
En 2016, Oskar Freysinger engage comme consultant externe dans un groupe de travail sur les risques, l'auteur survivaliste Piero San Giorgio, considéré comme proche de milieux d’extrême droite,. Cette nomination suscite de nombreuses réactions de la part du monde politique valaisan, notamment de la part de la présidente du gouvernement, Esther Waeber-Kalbermatten, qui se dit « profondément choquée par des propos indignes de notre civilisation »,. Le 2 décembre 2016, le Conseil d'État renonce définitivement aux services de ce consultant,.
En 2017, il se représente comme candidat au Conseil d'État pour la législature 2017-2021. Le 5 mars, au premier tour, il occupe le sixième rang avec 30 857 voix. Au second tour, le 19 mars, il n'est pas réélu, demeurant à la sixième place derrière le candidat PLR élu Frédéric Favre.

### Après le Conseil d'État
Après sa non-réélection au Conseil d'État valaisan en mars 2017, il se retire un temps de la vie politique tout en publiant en 2018 un livre, qualifié de brûlot par Le Nouvelliste, retraçant les raisons de sa défaite électorale. En 2019, il coordonne la campagne de l'UDC en Suisse romande pour les élections fédérales. En 2021, il est le porte-parole du comité « Non à l'enfant-objet », qui diffuse des affiches choc lors de la campagne référendaire sur le mariage pour tous en Suisse,,,,.

### Positionnement politique
Il est l'un des parlementaires à l'origine et le principal porte-parole de l'Initiative populaire « Contre la construction de minarets », acceptée en votation le 29 novembre 2009 par 57,5 % des voix. Il a également participé, le 18 décembre 2010, aux « Assises contre l'islamisation de l'Europe »,.
Dès 2001, il a été co-organisateur de la marche blanche à Sion. Il a déposé des interventions contre la pédocriminalité au Conseil national et s'est aussi engagé pour les deux initiatives de cette association,.
Par ailleurs, il s'oppose à l'avortement, qui a donné lieu selon lui à un « génocide invisible »,. Selon un principe similaire, il est opposé à la peine de mort, considérant que « le droit à la vie n'est pas négociable ». Il lance une pétition populaire pour une Suisse neutre, notamment dans le conflit ukrainien en 2014.
Il s'oppose au mariage entre personnes du même sexe et à l'adoption d'enfants par ces derniers, prédisant sa légalisation provoquera « la mort rituelle de la figure paternelle ». Après l'adoption en 2020 du mariage pour tous en Suisse, il intègre le comité romand « Non à l'enfant objet » collectant des signatures en vue du lancement d'un référendum.
Il juge secondaires les questions économiques et sociales, estimant que la priorité doit aller à la lutte contre l'islam : « Alors que nous ne pensons qu’à nos retraites, à nos vacances, à nos assurances, le monde musulman produit des armées de combattants, hommes et femmes prêts à sacrifier leur vie en tant que bombes humaines et dans la guerre. »
Durant la pandémie de Covid-19, il s'est positionné dans l'opposition à la politique anti-Covid-19.

## Critiques et polémiques
Après la publication de son recueil Brüchige Welten en 2004, Oskar Freysinger demande son adhésion à l'association des Autrices et auteurs de Suisse. Cette dernière lui refuse l'entrée, motivant sa décision par une incompatibilité entre les buts de l'association et les prises de position publiques de l'intéressé. Cette affaire est très médiatisée par les quotidiens suisses,.
En 2007, à la suite des attaques contre l'UDC du rappeur Stress, Freysinger se confronte avec le chanteur sur les ondes de la Radio suisse romande. Par la suite, il compose également la chanson Dé-stressez, qui s'en prend au rappeur.
En 2009, lors d'un débat sur l'initiative contre les minarets dans l'émission Infrarouge de la Télévision suisse romande, Oskar Freysinger a un échange houleux avec Daniel Cohn-Bendit, député européen écologiste français - rappelant les aveux de Daniel Cohn-Bendt à propos de son intérêt pour la sexualité chez les enfants. 
À la suite du succès de l'initiative contre les minarets, Freysinger est invité à donner deux conférences à l'étranger qui font polémique, en raison des positions jugées islamophobes de leurs organisateurs. En octobre 2010, les communes de Bruxelles et de Schaerbeek refusent la présence de l'orateur valaisan. La conférence qu'il devait donner sur le thème « l'islam, une menace ? » s'est finalement tenue au parlement flamand, à l'invitation du leader du Vlaams Belang, Filip Dewinter. Le 18 décembre 2010, Freysinger participe aux « Assises internationales sur l'islamisation » à Paris. La presse romande souligne à cette occasion la présence, parmi les organisateurs de la manifestation, du Bloc identitaire, mouvement classé à l'extrême-droite,. 
Oskar Freysinger a fréquemment été la cible d'attaques personnelles, contre lesquelles il a pu porter plainte. En 2007, lors de la campagne pour les élections fédérales, le journal Le Confédéré, proche du parti radical valaisan, publie un encart réunissant les portraits de Freysinger et d'Adolf Hitler accompagnés du slogan « Autrichiens, on a déjà donné », en réponse à une affiche de l'UDC Valais jugée discriminatoire à l'égard des musulmans. Après une réaction de l'ambassade d'Autriche et une plainte déposée par Freysinger, le Tribunal fédéral condamne en 2011 l'ancien rédacteur en chef, Adolphe Ribordy, pour atteinte à l'honneur, confirmant une première décision de la justice valaisanne. Dans un arrêt rendu à l'unanimité de la Cour de droit pénal, le TF a confirmé la condamnation avec sursis d'Adolphe Ribordy à 120 heures de travail d'intérêt général pour diffamation. Il a jugé que le photomontage procède d'un amalgame et jette clairement le soupçon qu'Oskar Freysinger, dont le père est un Autrichien, témoignerait de la sympathie pour l'idéologie nazie. « On cherche ce qu'il y aurait d'amusant à laisser croire qu'une personne partage la vision d'un génocidaire » relève le Tribunal fédéral.
En 2010, une caricature publiée par le journal satirique lausannois Vigousse fait l'objet d'une plainte d'Oskar Freysinger. En réponse à une prise de position de l'UDC sur l'école primaire, le dessinateur Pitch figure un personnage, portant la queue de cheval emblématique de Freysinger et un brassard rouge, envoyant une file d'écoliers vers une usine à la cheminée fumante en s'écriant « Tous à la douche ». En 2012, la justice vaudoise rejette la plainte de Freysinger, estimant que la référence au nazisme était uniquement suggérée et que le caractère satirique de la publication rendait impossible une lecture du dessin au premier degré,.  
Le 5 septembre 2011, à l'issue d'un débat avec Hani Ramadan à l'Uni Dufour (Genève), Freysinger est entarté par un étudiant ; l'homme politique réagit en soulignant que « la liberté de jeter des tartes fait partie de la démocratie. »

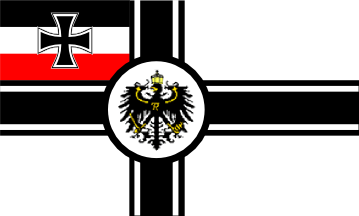
Drapeau militaire allemand (Reichskriegsflagge) de 1903 semblable à celui que Freysinger possède.

Le 24 mars 2013, les images du magazine de la SRF Reporter témoignent de la présence d'un drapeau militaire du IIe Reich décorant la cave d'Oskar Freysinger. Pavillon de guerre de l'armée allemande jusqu'à la Première Guerre mondiale, ce drapeau est aujourd'hui utilisé par les groupes nationalistes allemands. Interrogé sur sa signification, le politicien explique avoir acheté le drapeau lors d'une exposition sur un sous-marin à Lübeck et qu'il s'agit pour lui d'un simple objet décoratif, sans lien avec une idéologie. Plusieurs intervenants dans les médias suisses ont toutefois souligné la légèreté de Freysinger, pourtant enseignant d'allemand,.

## Publications

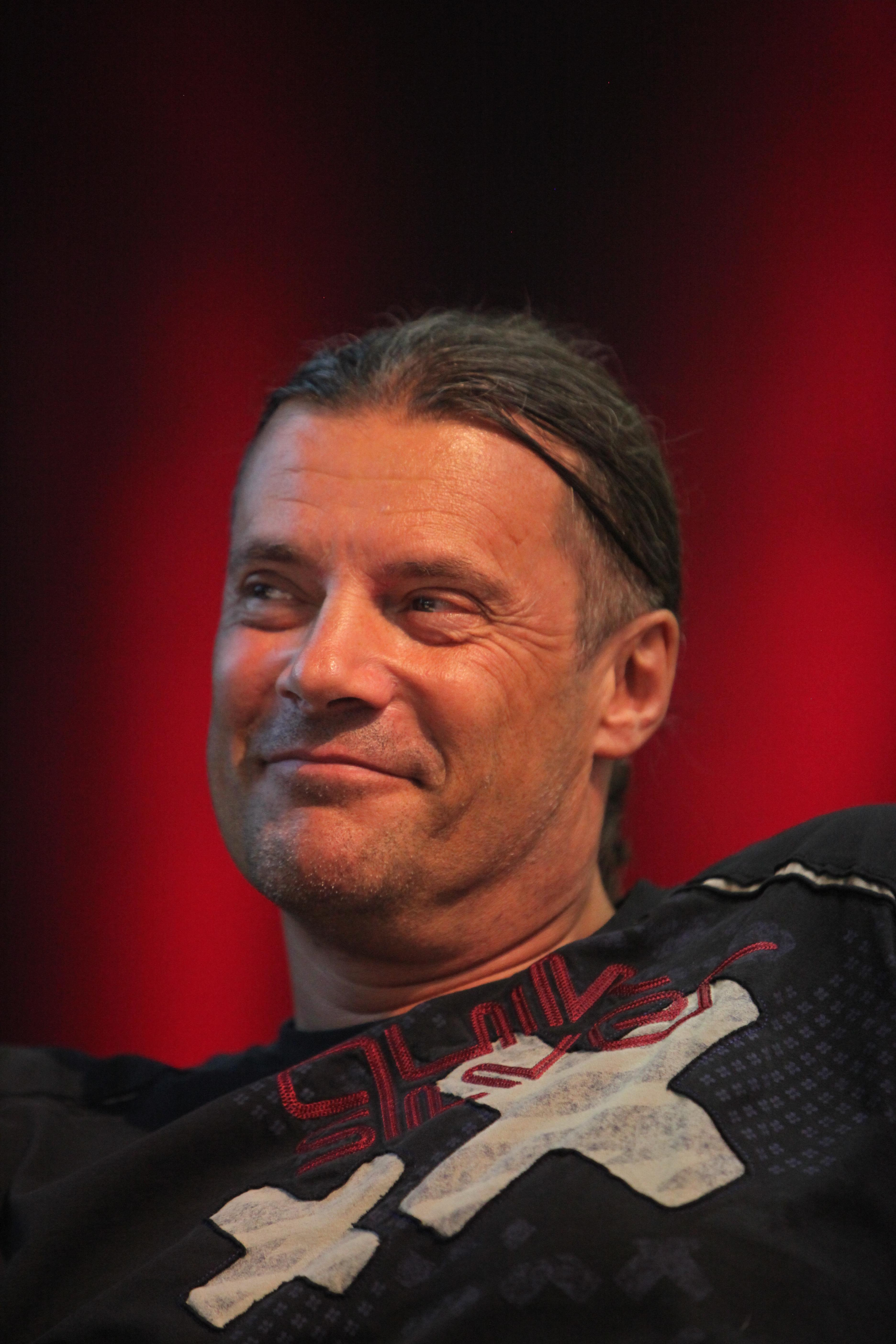
Oskar Freysinger à la première de l'adaptation de Garce de Vie en Opéra Rock au Théâtre Les Halles à Sierre

Oskar Freysinger écrit en français et en allemand. 
Il sort en octobre 2004 Brüchige Welten (en allemand), un recueil de nouvelles, paraboles et satires. Paru chez Rotten Verlag, Viège puis, le 13 septembre 2005, Outre-pensées (en français) aux éditions de la Matze. En mai 2006 sort son premier roman intitulé Schachspirale (en allemand) aux éditions de la Matze.
Le 13 octobre 2009 à la vigne à Farinet, Oskar Freysinger a présenté son livre Le nez dans le soleil, une sorte de monologue qui met en scène un paysan et son petit-fils et montre l'attachement des Valaisans pour leur pays. L'ouvrage est préfacé par l'avocat genevois Marc Bonnant.
En janvier 2007, Oskar Freysinger est admis au sein de l'Association des écrivains serbes, sous la présidence de Marko Ruzicic.
Il obtient un prix de poésie du Festival Rilke de Sierre en 2009 et le prix culturel de Savièse, en 2010.

### Ouvrages
- Brüchige Welten, Rotten Verlag, 2004.
- Outre-pensées, La Matze, 2005.
- Schachspirale, La Matze, 2006.
- sous le pseudonyme de Janus : L'évasion de C.B., Xenia, 2008.
- Le nez dans le soleil, La Matze, 2009.
- sous le pseudonyme de Janus : Canines, Xenia, 2010.
- Antifa, Tatamis, 2011.
- I-mages, recueil de poèmes sur des photos de son ami Slobodan Despot, Xenia, 2011.
- Garce de vie, Attinger, 2012. (adapté en Opéra Rock au Théâtre les Halles à Sierre)
- Wabers Schwarm, Weltbild, 2012.
- Löwenzahn, Weltbild, 2012.
- Schöpfung, poèmes de Hans W. Kopp traduits en français par Oskar Freysinger, Xénia, 2009
- De la frontière, Xénia, 2013.
- L'Essaim, Attinger, 2014.
- Le remède suisse. Petit traité de métaphysique politique, Xenia, 2016.
- Le côté obscur de la lumière, Brinkhaus Verlag, 2018, 340 p.
- Cendre rouge, Paris, Apopsix, 2019  (ISBN 978-2-35979-178-5).
- L'Oreille aveugle, éditions Selena, Paris, 2024.
- Animalia, éditions Selena, Paris, 2024[72].